# Conocimiento declarativo
En epistemología, el conocimiento declarativo (también conocido como conocimiento proposicional, saber-eso, conocidos descriptivo o conocimiento constativo)  es conocimiento que puede expresarse en una oración declarativa o una proposición indicativa. El "saber-eso" puede contrastarse con el "saber-hacer" (también conocido como "conocimiento procedimental"), que es saber cómo realizar una tarea, incluido el saber realizarla con destreza. También se puede contrastar con "saber de" (más conocido como "conocimiento por conocimiento"), que es el conocimiento no proposicional de algo que está constituido por la familiaridad con él o la conciencia directa de él. Por definición, el conocimiento descriptivo es el conocimiento de hechos particulares, tal como lo expresan potencialmente nuestras teorías, conceptos, principios, esquemas e ideas. El conocimiento descriptivo que posee una persona constituye su comprensión del mundo y la forma en que funciona. La distinción entre saber-hacer y saber-eso fue destacada en la epistemología por Gilbert Ryle, quien la utilizó en su libro El concepto de la mente. Para Ryle, el primero difiere en su énfasis y propósito, ya que es principalmente conocimiento práctico, mientras que el segundo se enfoca en el conocimiento indicativo o explicativo.

## Psicología cognitiva
En psicología cognitiva, el conocimiento declarativo, conocimiento descriptivo, conocimiento proposicional o conocimiento de hechos es una de las tres maneras en que se almacena la información en la memoria a largo plazo. El conocimiento declarativo es información consistente en hechos, conceptos o ideas conocidas conscientemente y que se pueden almacenar como proposiciones. Es el conocimiento de que algo es así. Por ejemplo, el sistema verbal en español se puede presentar como un conjunto de datos (formas verbales, reglas, etcétera) que se pueden aprender como conocimiento declarativo.
- El conocimiento declarativo es información consistente en hechos, conceptos o ideas conocidas conscientemente y que se pueden almacenar como proposiciones.
- El conocimiento procedimental es el conocimiento sobre cómo hacer cosas. Se refiere a cómo ejecutar las diferentes tareas. Este conocimiento facilita el uso de destrezas en forma automática y con mayor eficiencia.
- El conocimiento condicional o conocimiento explicativo es el conocimiento acerca de la utilidad de los procedimientos cognoscitivos. Se refiere al «por qué» y «cuándo» aplicar diferentes acciones cognoscitivas. Contiene los dos anteriores a nivel teórico, influyendo en la toma de decisiones para saber cuándo hacer algo.